# Gran Premio de Cataluña de Motociclismo de 2002
El Gran Premio de Cataluña de Motociclismo de 2002 fue la sexta prueba del Campeonato del Mundo de Motociclismo de 2002. Tuvo lugar en el fin de semana del 14 al 16 de junio de 2002 en el Circuito de Barcelona-Cataluña, situado en Barcelona, España. La carrera de MotoGP fue ganada por Valentino Rossi, seguido de Tohru Ukawa y Carlos Checa. Marco Melandri ganó la prueba de 250cc, por delante de Roberto Rolfo y Fonsi Nieto. La carrera de 125cc fue ganada por Manuel Poggiali, Dani Pedrosa fue segundo y Steve Jenkner tercero.

## Resultados MotoGP
| Pos | N.º | Piloto              | Constructor | Vueltas | Tiempo/Retirado | Parrilla | Puntos |
| --- | --- | ------------------- | ----------- | ------- | --------------- | -------- | ------ |
| 1   | 46  | Valentino Rossi     | Honda       | 25      | 44:20.679       | 4        | 25     |
| 2   | 11  | Tohru Ukawa         | Honda       | 25      | +0.880          | 2        | 20     |
| 3   | 7   | Carlos Checa        | Yamaha      | 25      | +8.531          | 7        | 16     |
| 4   | 3   | Max Biaggi          | Yamaha      | 25      | +11.918         | 1        | 13     |
| 5   | 4   | Alex Barros         | Honda       | 25      | +22.382         | 9        | 11     |
| 6   | 65  | Loris Capirossi     | Honda       | 25      | +30.096         | 5        | 10     |
| 7   | 10  | Kenny Roberts, Jr.  | Suzuki      | 25      | +31.525         | 8        | 9      |
| 8   | 74  | Daijiro Kato        | Honda       | 25      | +33.912         | 15       | 8      |
| 9   | 19  | Olivier Jacque      | Yamaha      | 25      | +36.847         | 11       | 7      |
| 10  | 21  | John Hopkins        | Yamaha      | 25      | +51.580         | 6        | 6      |
| 11  | 33  | Akira Ryo           | Suzuki      | 25      | +53.303         | 14       | 5      |
| 12  | 99  | Jeremy McWilliams   | Proton KR   | 25      | +57.585         | 12       | 4      |
| 13  | 31  | Tetsuya Harada      | Honda       | 25      | +1:01.823       | 20       | 3      |
| 14  | 55  | Régis Laconi        | Aprilia     | 25      | +1:03.002       | 16       | 2      |
| 15  | 20  | Pere Riba           | Yamaha      | 25      | +1:04.723       | 21       | 1      |
| 16  | 6   | Norifumi Abe        | Yamaha      | 23      | +2 laps         | 18       |        |
| Ret | 66  | Alex Hofmann        | Yamaha      | 24      | Retirado        | 19       |        |
| Ret | 15  | Sete Gibernau       | Suzuki      | 6       | Caída           | 3        |        |
| Ret | 9   | Nobuatsu Aoki       | Proton KR   | 2       | Retirado        | 17       |        |
| Ret | 17  | Jurgen vd Goorbergh | Honda       | 0       | Caída           | 14       |        |
| Ret | 56  | Shinya Nakano       | Yamaha      | 0       | Caída           | 10       |        |

## Resultados 250cc
| Pos | Piloto            | Constructor | Vueltas | Tiempo/Retirado | Parrilla | Puntos |
| --- | ----------------- | ----------- | ------- | --------------- | -------- | ------ |
| 1   | Marco Melandri    | Aprilia     | 25      | 41:40.377       | 2        | 25     |
| 2   | Roberto Rolfo     | Honda       | 25      | +2.193          | 6        | 20     |
| 3   | Fonsi Nieto       | Aprilia     | 25      | +2.689          | 1        | 16     |
| 4   | Randy de Puniet   | Aprilia     | 25      | +2.950          | 4        | 13     |
| 5   | Franco Battaini   | Aprilia     | 25      | +4.538          | 5        | 11     |
| 6   | Casey Stoner      | Aprilia     | 25      | +23.101         | 18       | 10     |
| 7   | Naoki Matsudo     | Yamaha      | 25      | +23.215         | 11       | 9      |
| 8   | Shahrol Yuzy      | Yamaha      | 25      | +23.374         | 12       | 8      |
| 9   | Emilio Alzamora   | Honda       | 25      | +24.586         | 7        | 7      |
| 10  | Toni Elías        | Aprilia     | 25      | +30.721         | 9        | 6      |
| 11  | Haruchika Aoki    | Honda       | 25      | +37.908         | 13       | 5      |
| 12  | David Checa       | Aprilia     | 25      | +38.456         | 14       | 4      |
| 13  | Alex Debón        | Aprilia     | 25      | +40.607         | 10       | 3      |
| 14  | Hugo Marchand     | Aprilia     | 25      | +1:00.034       | 19       | 2      |
| 15  | Raúl Jara         | Aprilia     | 25      | +1:02.087       | 16       | 1      |
| 16  | Taro Sekiguchi    | Yamaha      | 25      | +1:02.410       | 15       |        |
| 17  | Vincent Philippe  | Aprilia     | 25      | +1:02.643       | 17       |        |
| 18  | Leon Haslam       | Honda       | 25      | +1:09.785       | 20       |        |
| 19  | Jason Vincent     | Honda       | 25      | +1:17.851       | 21       |        |
| 20  | Héctor Faubel     | Aprilia     | 25      | +1:30.113       | 22       |        |
| 21  | Dirk Heidolf      | Aprilia     | 25      | +1:31.937       | 25       |        |
| 22  | Jarno Janssen     | Honda       | 25      | +1:47.797       | 23       |        |
| Ret | Eric Bataille     | Honda       | 7       | Retirado        | 24       |        |
| Ret | Roberto Locatelli | Aprilia     | 5       | Caída           | 3        |        |
| Ret | Sebastián Porto   | Yamaha      | 4       | Retirado        | 8        |        |

## Resultados 125cc
| Pos | Piloto                   | Constructor | Vueltas | Tiempo/Retirado | Parrilla | Puntos |
| --- | ------------------------ | ----------- | ------- | --------------- | -------- | ------ |
| 1   | Manuel Poggiali          | Gilera      | 25      | 41:18.211       | 1        | 25     |
| 2   | Dani Pedrosa             | Honda       | 25      | +0.019          | 4        | 20     |
| 3   | Steve Jenkner            | Aprilia     | 25      | +9.888          | 3        | 16     |
| 4   | Lucio Cecchinello        | Aprilia     | 25      | +15.397         | 5        | 13     |
| 5   | Simone Sanna             | Aprilia     | 25      | +15.452         | 8        | 11     |
| 6   | Joan Olivé               | Honda       | 25      | +15.486         | 20       | 10     |
| 7   | Stefano Bianco           | Aprilia     | 25      | +15.549         | 11       | 9      |
| 8   | Pablo Nieto              | Aprilia     | 25      | +16.218         | 2        | 8      |
| 9   | Mika Kallio              | Honda       | 25      | +22.762         | 10       | 7      |
| 10  | Mirko Giansanti          | Honda       | 25      | +22.839         | 16       | 6      |
| 11  | Arnaud Vincent           | Aprilia     | 25      | +23.067         | 23       | 5      |
| 12  | Andrea Ballerini         | Honda       | 25      | +23.134         | 18       | 4      |
| 13  | Stefano Perugini         | Italjet     | 25      | +43.345         | 17       | 3      |
| 14  | Jorge Lorenzo            | Derbi       | 25      | +43.973         | 7        | 2      |
| 15  | Masao Azuma              | Honda       | 25      | +47.189         | 13       | 1      |
| 16  | Jakub Smrž               | Honda       | 25      | +47.333         | 24       |        |
| 17  | Gianluigi Scalvini       | Aprilia     | 25      | +52.000         | 22       |        |
| 18  | Héctor Barberá           | Aprilia     | 25      | +1:11.358       | 27       |        |
| 19  | Mattia Angeloni          | Gilera      | 25      | +1:11.488       | 29       |        |
| 20  | Alex Baldolini           | Aprilia     | 25      | +1:21.603       | 32       |        |
| 21  | Jaroslav Huleš           | Aprilia     | 25      | +1:21.681       | 15       |        |
| 22  | Julián Simón             | Honda       | 25      | +1:31.723       | 26       |        |
| 23  | Imre Tóth                | Honda       | 25      | +1:31.794       | 31       |        |
| 24  | Leon Camier              | Italjet     | 24      | +1 vuelta       | 33       |        |
| Ret | Chaz Davies              | Aprilia     | 18      | Retirado        | 21       |        |
| Ret | Michel Fabrizio          | Gilera      | 14      | Caída           | 19       |        |
| Ret | Youichi Ui               | Derbi       | 13      | Caída           | 6        |        |
| Ret | Alex de Angelis          | Aprilia     | 13      | Caída           | 12       |        |
| Ret | Ángel Rodríguez Campillo | Aprilia     | 4       | Retirado        | 25       |        |
| Ret | Gino Borsoi              | Aprilia     | 0       | Caída           | 9        |        |
| Ret | Andrea Dovizioso         | Honda       | 0       | Caída           | 14       |        |
| Ret | Alessandro Brannetti     | Honda       | 0       | Caída           | 30       |        |
| Ret | Álvaro Bautista          | Aprilia     | 0       | Caída           | 28       |        |
| DNQ | Javier Machado           | Honda       |         |                 |          |        |